# UTC−2:30
UTC−2:30 je vremenska zona koja se koristi samo u Kanadi kao letnje ukazno vreme.

## Kao letnje ukazno vreme (samo na severnoj hemisferi leti)
- Kanada
  -  Njufaundlend i Labrador
    - Labrador (manji jugoistočni deo)
    - Ostrvo Njufaundlend